# 린드홀름 구릉지

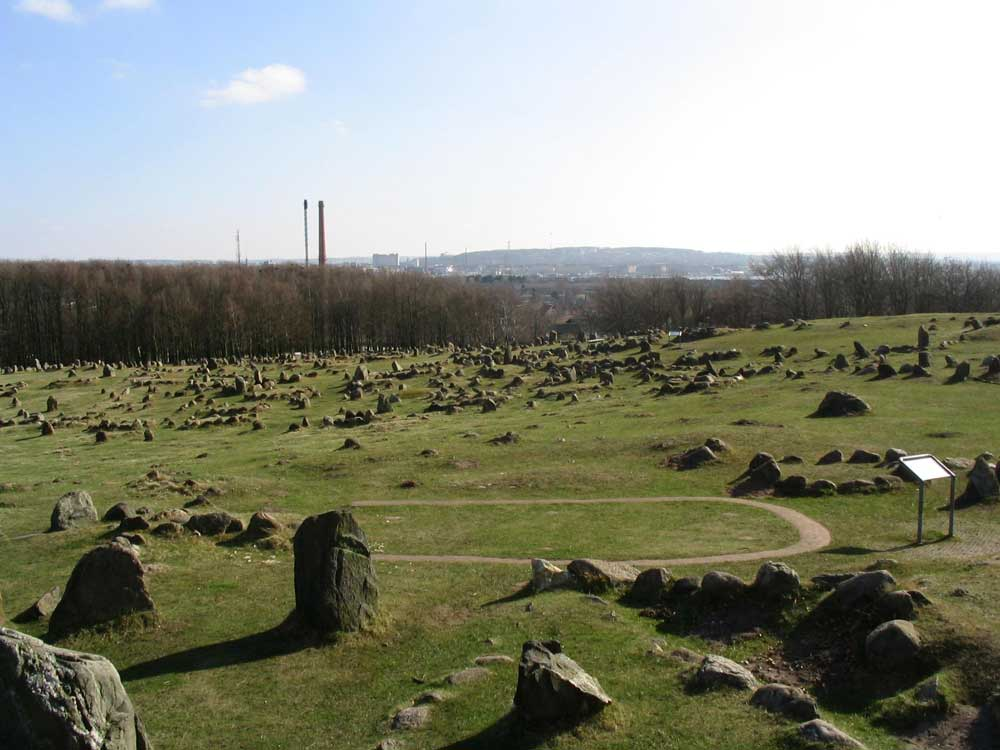

린드홀름 구릉지(덴마크어: Lindholm Høje 린드홀름 회예[*])는 바이킹의 매장 및 거주 유적지로, 덴마크 올보르 북쪽에서 도시를 내려다보는 위치에 있다.
남쪽의 낮은 구릉의 바이킹 유적지는 기원후 1000년 ~ 1050년쯤 바이킹 시대에 만들어진 것으로 보이며, 북쪽의 보다 고지대의 유적은 훨씬 이전의 것으로, 기원후 5세기경에 만들어진 것이다. 이곳에 있던 수많은 돌들 중 다수가 세월이 흐르면서 파괴되었는데, 19세기에는 도로 포장용으로 쓰려고 돌을 부숴 가져가기도 했다. 기원후 5세기경의 유적보다 바이킹 시대의 유적이 이런 파괴가 더 심하다. 유적지 발굴은 1889년경에 착수되었으나, 본격적인 고고학적 탐사가 시작된 것은 1952년의 일로, 이때 대략 700기의 무덤 중 589기의 무덤을 망라하는 광범위한 탐사가 이루어졌다.
마을의 흔적도 발견되었다. 주거지는 윌란반도를 두 개로 절단하는 림 협만을 건너는 중요한 지점에 위치해 있다. 피오르 양쪽의 늪지대 때문에, 바이킹 시대 당시에는 이곳을 지나지 않으면 아게르순(Aggersund) 마을까지 돌아서 가야 림피오르를 횡단할 수 있었다.
주거지는 대략 기원후 1200년경에 버려졌으며, 그 이유는 대규모의 벌채로 인해, 서쪽 해안에서 모래가 흘러들어오고 거센 서풍이 불어오는 등 살아가기 힘들어졌기 때문으로 추측된다. 그러나 유적지를 뒤덮은 모래는 오히려 유적지를 수 세기동안 보호해 주는 역할을 했다.